# Marek Kosiek
Marek Kosiek – polski matematyk, doktor habilitowany nauk matematycznych. Specjalizuje się w analizie funkcjonalnej oraz teorii operatorów. Emerytowany adiunkt Katedry Analizy Funkcjonalnej Instytutu Matematyki Wydziału Matematyki i Informatyki Uniwersytetu Jagiellońskiego.

## Życiorys
Matematykę ukończył na Uniwersytecie Jagiellońskim, gdzie następnie rozpoczął pracę na etacie asystenta. Stopień doktorski uzyskał w 1978 broniąc pracy pt. Rozkład i własności spektralne operatorowej reprezentacji algebry R(K1xK2), przygotowanej pod kierunkiem Franciszka Szafrańca. Habilitował się na macierzystej uczelni w 2002 na podstawie oceny dorobku naukowego i publikacji „Functional Calculus and Common Invariant Subspaces”.
Swoje prace publikował w takich czasopismach jak m.in. „Proceedings of the American Mathematical Society”, „Annales Polonici Mathematici”, „Journal of Mathematical Analysis and Applications", „Linear Algebra and Its Applications”, „Journal of Function Spaces" oraz „Studia Mathematica".
Należy do Polskiego Towarzystwa Matematycznego.